# Eriopyga tersa
Eriopyga tersa är en fjärilsart som beskrevs av Druce 1898. Eriopyga tersa ingår i släktet Eriopyga och familjen nattflyn. Inga underarter finns listade i Catalogue of Life.